# Otostigmus chiltoni
Otostigmus chiltoni är en mångfotingart som beskrevs av Gilbert Edward Archey 1921. Otostigmus chiltoni ingår i släktet Otostigmus och familjen Scolopendridae. Inga underarter finns listade i Catalogue of Life.